# Spořice
Spořice (en allemand : Sporitz) est une commune du district de Chomutov, dans la région d'Ústí nad Labem, en République tchèque. Sa population s'élevait à 1 519 habitants en 2021.

## Géographie
Spořice se trouve à 3 km au sud-ouest du centre de Chomutov, à 53 km au sud-ouest d'Ústí nad Labem et à 85 km au nord-ouest de Prague.
La commune se compose de deux sections séparées par la commune de Černovice. La section principale, où se trouve ce centre urbain, est limitée par Chomutov au nord et au nord-ouest, par Droužkovice à l'est, par Březno au sud et par Černovice à l'ouest. L'autre section de la commue est limitée par Černovice au nord et au nord-est, par Březno au sud-est, par Kadaň au sud et par Málkov à l'ouest et au nord-ouest.

## Histoire
La première mention écrite du village remonte à 1281.

## Transports
Par la route, Spořice se trouve à 4 km du centre de Chomutov, à 68 km d'Ústí nad Labem et à 93 km de Prague.